# Гулянка (Подільський район)
Гу́лянка — село в Україні, у Окнянській селищній громаді Подільського району Одеської області. Населення становить 733 осі.

## Історія
Під час організованого радянською владою Голодомору 1932—1933 років померло щонайменше 4 жителі села.
12 червня 2020 року, відповідно до Розпорядження Кабінету Міністрів України від № 724-р «Про визначення адміністративних центрів та затвердження територій територіальних громад Одеської області», увійшло до складу Окнянської селищної громади.
19 липня 2020 року, в результаті адміністративно-територіальної реформи і ліквідації Окнянського району, село увійшло до складу новоутвореного Подільського району.

## Населення
Згідно з переписом УРСР 1989 року чисельність наявного населення села становила 746 осіб, з яких 318 чоловіків та 428 жінок.
За переписом населення України 2001 року в селі мешкали 722 особи.
Колишній орган місцевого самоврядування — Гулянська сільська рада.

### Мова
Розподіл населення за рідною мовою за даними перепису 2001 року:
| Мова       | Відсоток |
| ---------- | -------- |
| українська | 92,22 %  |
| молдовська | 6,00 %   |
| російська  | 1,64 %   |
| болгарська | 0,14 %   |